# One Arrow 95-1A
One Arrow 95-1A är ett reservat i Kanada.   Det ligger i provinsen Saskatchewan, i den centrala delen av landet, 2 300 km väster om huvudstaden Ottawa.
Omgivningarna runt One Arrow 95-1A är en mosaik av jordbruksmark och naturlig växtlighet. Trakten runt One Arrow 95-1A är nära nog obefolkad, med mindre än två invånare per kvadratkilometer.